# Ortved
Ortved er en by på Midtsjælland med 245 indbyggere  (2024), beliggende 23 km sydvest for Roskilde, 27 km vest for Køge og 12 km nordøst for Ringsted. Byen hører til Ringsted Kommune og ligger i Region Sjælland.
Ortved hører til Vigersted Sogn. Vigersted Kirke ligger i Vigersted 3 km sydøst for Ortved.

## Faciliteter
Plejecenter Ortved ligger ved landevejen i den nordøstlige del af byen. Det har et daghjem, 50 plejeboliger i fløjene og 7 boliger i centerbygningen, hvoraf de 2 bruges til 4 vente/aflastningspladser.
Ved landevejen 1½ km nordøst for byen ligger Overdrevskroen, som er opført i slutningen af 1600-tallet, hvor den hørte under Svenstrup Gods. Den fik kongeligt privilegium af Christian 6. i 1735. I salen kan der dækkes til 40-200 personer, og der er plads til orkester og større optræden. I to mindre lokaler kan der dækkes til 25-50 og 10-30 personer.

## Historie
I 1898 beskrives Ortved ganske kort: "Ortved, ved Landevejen, med 2 Møller...Ved Landevejen Overdrevskroen;"

### Jernbanen
Sjællandske midtbane var på strækningen Ringsted-Hvalsø i drift 1925-36. Her fik Ortved billetsalgssted., der lå 1½ km syd for landsbyen. Stationsbygningen er bevaret på Ortved Stationsvej 35 og ligger stadig uden for selve byområdet. Syd for Roskildevej ved Hovsgård er et kort stykke af en lav banedæmning bevaret.
Banen kom så sent og havde så kort driftstid, at den ikke skabte en egentlig stationsby, så Ortved forblev en landsby i banens tid. Parcelhuskvarteret ved Nebsmøllevej er opstået senere.